# Länsväg 279

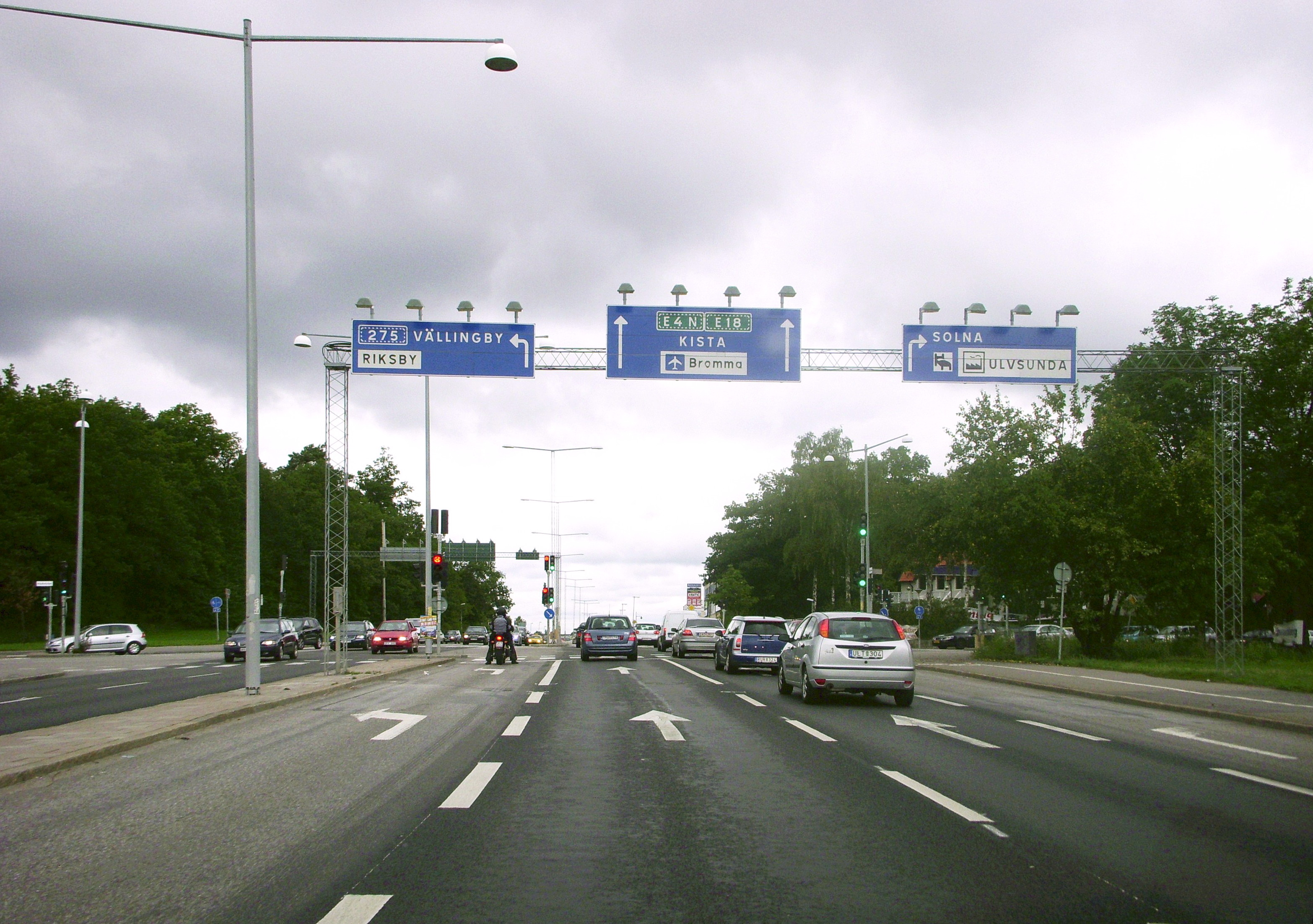
Ulvsundavägen norrut vid Bromma flygplats

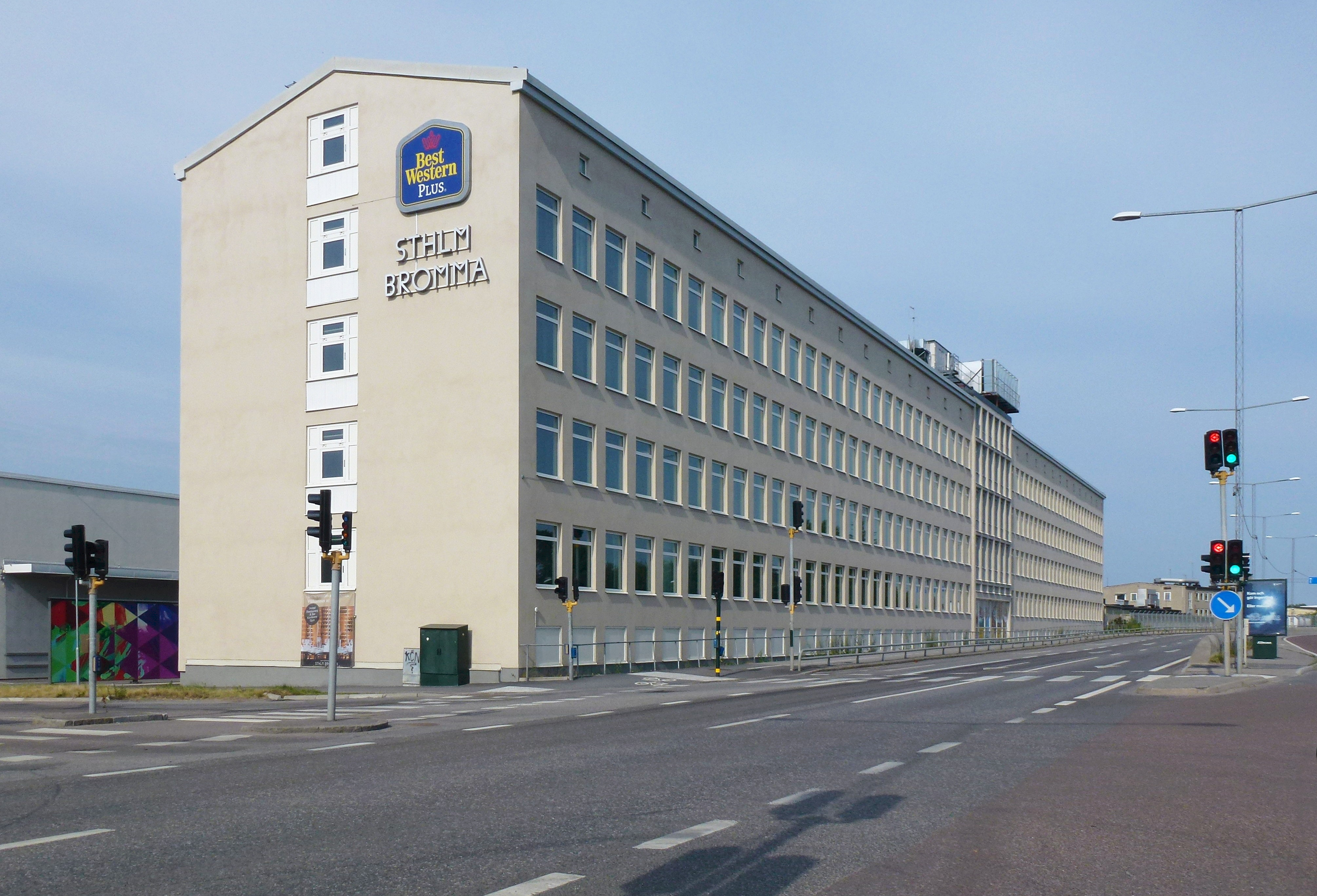
ABA:s gamla huvudkontor vid Ulvsundavägen ritades av Paul Hedqvist.

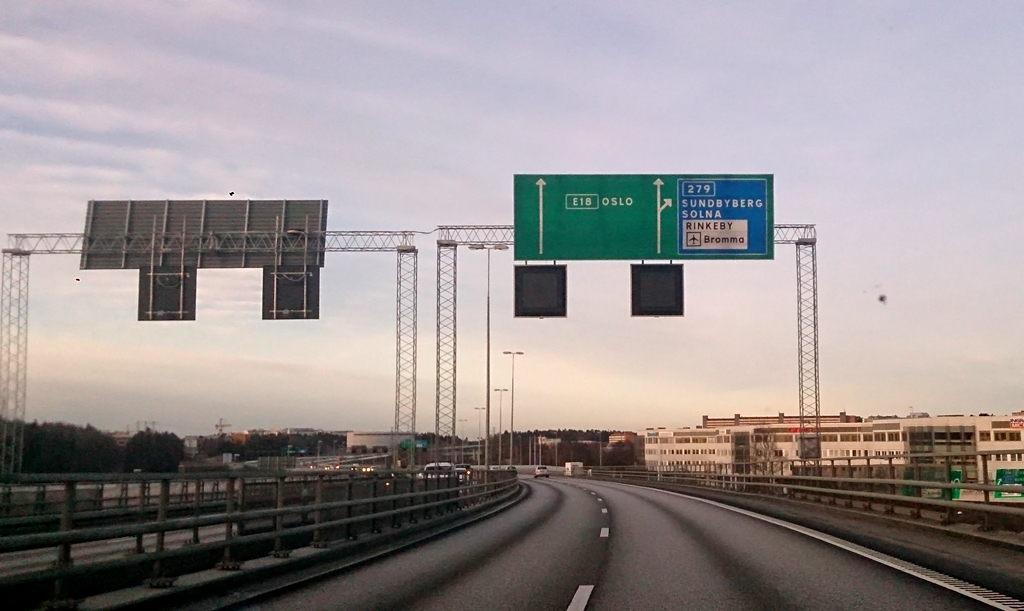
Trafikplats Rinkeby där E18 och länsväg 279 Ulvsundaleden möts, mars 2014

Länsväg 279 är en länsväg i Stockholms län. Den går mellan länsväg 275 vid Ulvsundaplan i Bromma, Stockholms kommun och trafikplats Kista i Sollentuna kommun på E4.

## Sträckning och anslutningar
Vägen går gemensamt med E18 på en sträcka av ca 2,5 kilometer mellan Rissnekorset och trafikplats Kista. Den heter Ulvsundavägen mellan Ulvsundaplan och trafikplats Rissne.
Länsväg 279 passerar bland annat stadsdelen Ulvsunda med Ulvsunda slott och Lillsjön samt Bromma flygplats, Solvalla travbana och Bankhus 90.

## Standard
Vägen har fyra körfält hela sträckan.  Det finns både korsningar med trafikljus och planskilda korsningar.

## Trafikplatser och korsningar
|----
|                                                                 | Nr | Namn                   | Skyltning                                     |
| --------------------------------------------------------------- | -- | ---------------------- | --------------------------------------------- |
|                                                                 |    | Ulvsundaplan           | 275 Vällingby, Stockholm C                    |
|                                                                 |    | Lövåsvägen             | Alvik/Stora Mossen                            |
|                                                                 |    | Margretelundsvägen     | Traneberg                                     |
|                                                                 |    | Johannesfredsvägen     | Ulvsunda                                      |
|                                                                 |    | Kvarnbacksplan         | Riksby/Ulvsunda ind omr och Solna             |
|                                                                 |    | Bromma flygplats       | Bromma flygplats/Ulvsunda ind omr             |
|                                                                 |    | Karlsbodaleden         | Bromma Blocks/Ulvsunda ind omr                |
|                                                                 |    | Bromma Blocks          | Bromma Blocks handelsområde                   |
|                                                                 |    | Trafikplats Mariehäll  | Mariehäll/Sundbyberg/Solvalla                 |
|                                                                 |    | Trafikplats Sundbyberg | Rissne/Duvbo/Sundbyberg                       |
|                                                                 |    | Trafikplats Bromsten   | Rissne/Spånga/Bromsten                        |
|                                                                 | Nr | Namn                   | Skyltning                                     |
| Motorväg börjar från Trafikplats Rissne till E18/Kymlingelänken |    |                        |                                               |
|                                                                 |    | Trafikplats Rissne     | Rinkeby/Solna Ursvik (G:a E18 Enköpingsvägen) |
|                                                                 |    | Trafikplats Rinkeby    | E18 Oslo/Kista E4                             |